# Landsverk Anti II
Landsverk Anti II – szwedzkie samobieżne działo przeciwlotnicze z okresu II wojny światowej.

## Historia
Oprócz Szwedów pojazdu używali Finowie i produkowali na licencji Węgrzy.

### Finlandia
25 kwietnia 1941 roku Finlandia złożyła zamówienia dotyczące 6 pojazdów które dotarły do nich dopiero po roku. Działa wzięły udział w walkach z Armią Czerwoną, w trakcie których zestrzeliły 11 samolotów bez strat własnych. Ze służby w fińskiej armii zostały wycofane dopiero w roku 1966.

### Węgry
Nieznacznie zmodyfikowaną wersję działa produkowaną w Budapeszcie nazwano 40M Nimród. Produkcję rozpoczęto w roku 1941 i zakończono w roku 1943. Łącznie, w dwóch seriach produkcyjnych, na Węgrzech powstało 135 pojazdów.